# صالح خليفة
صالح خليفه، (2 مايو 1954 -) هو لاعب كرة قدم سعودي سابق.

## حياته والنشأة
هو صالح خليفة حسن الدوسري من مواليد 1955 مدينة الدمام شرق السعودية، وقد كان يلعب مع نادي الإتفاق السعودي، كما مثل منتخب السعودية لكرة القدم.
لعب بقميص الاتفاق لمدة تزيد عن 20 عاماً، خدم فيها فارس الدهناء وحقق الكثير من البطولات، كما مثل المنتخب السعودي وهو يعد من الجيل الذهبي الذي وضع لبنة الانجازات السعودية.
من ألقابه " النوخذة – المخضرم – الصبور – العميد"

## مسيرته الكروية
علاقة صالح خليفة بالإتفاق بدأت أواخر ثمانينيات القرن الهجري الماضي ولعب مع عمالقة فارس الدهناء وذاع صيته واشتهر في حقبة التسعينات واحتك بنجوم الاتفاق الكبار في أواخر أيامهم أمثال محمد الفصمة وخليل الزياني وعبد الله يحيى وهلال الطويرقي وغدرة وسالم المخيزيم والحبشي.
بدأ صالح في ارتداء قميص الاتفاق تحديداً عام 1967 حيث سجل في كشوفات فريق درجة الناشئين وتدرج حتى وصل للفريق الأول وحين أخذ الاتفاق يشق طريق البطولات المتتالية بجيل جديد أشرف على إعداده (عميد المدربين الوطنين) خليل الزياني نصب صالح خليفة قائداً له فسار به بخطى ثابتة ليتوج بأول بطولة للدوري في تاريخ الاتي عام 1982 وبسجل خال من الهزائم كأول ناد سعودي يحرز هذا الإنجاز في تاريخ المسابقة ومنها انطلق فارس الدهناء ليضيف المزيد من البطولات المحلية والخليجية والعربية بكوكبة نجوم الجيل الذهبي.
فضلًا عن مساهمة صالح خليفة البارزة في صنع أول إنجاز للمنتخب على أرض سنغافورة بقيادة الصقور إلى اولمبياد لوس انجلوس والفوز بكأس اسيا (الثامنة) لأول مرة في تاريخ الكرة السعودية عام 1984.
وكان يتميز صالح بتمريراته المتقنة وهو أول لاعب سعودي يدخل نادي المائة وخلال مسيرتة الطويلة في الملاعب لم يحصل إلا على كرتان أصفران فقط وكان واحداً منها في لقاء محلي مع القادسية بعد تسجيله الهدف وكان بالخطأ والأخر أمام قطر في كأس أسيا عام 1984م، وكان يطلق عليه المعلق الكبير علي داوود ماكينة صناعة الأهداف السعودية.
وقال عنه اسطورة كرة القدم السعودية وهدافها الأول ماجد عبد الله أن صالح أفضل لاعب وسط كان يصنع له الكرات لانه يقرأ تحركاته جيداً قبل أن يضع له الكرات، وبالمناسبة فإن صالح خليفة وماجد عبد الله شكلا ثنائياً مرعباً للمنتخبات في بداية الثمانيات الميلادية.

## اعتزاله
توقف صالح خليفة عن الركض وترجل (ابن فارس الدهناء) عن صهوة جواده عام 1991 معتزلا الكرة في سن الاربعين ليبقى (صالح خليفة) انموذجا يحتذى به للاعب السعودي المحافظ على نجوميته والمتمسك بمبادئ وقيم الروح الرياضية الحقة وكان هذا أهم الاسباب التي ساهمت في استمرار توهجه ونجوميته في الملاعب عقدين ونيف واكسبته محبة وتقدير الجميع.
وقد أقيم في عام 1992 مهرجان اعتزال في مباراة التقى فيها الاتفاق (المطعّم بعدد من نجوم الكرة السعودية آنذاك).. التقى الأهلي المصري على ملعب الراكة، وقد انتهت النتيجة أهلاوية بهدفي أسامة عرابي ومحمد رمضان (ضربة جزاء).
بعد الاعتزال اتجه صالح خليفة للتدريب حيث عمل ضمن الاطقم الفنية في نادي الاتفاق، كما انتقل للعمل في الاتحاد السعودي لكرة القدم من خلال إدارة منتخب الناشئين.

## اسهاماته مع الاتفاق
- بطولة الدوري السعودي عام 1982
- البطولة الخليجية للفرق عام 1983 والتي أقيمت في الدوحة.
- البطولة العربية عام 1984 والتي توج الاتفاق بطلا لها في الدمام
- بطولة كأس الملك عام 1985
- بطولة الدوري السعودي عام 1987
- البطولة الخليجية للفرق عام 1988 والتي أقيمت بالشارقة
- البطولة العربية للفرق في المغرب عام 1988<

## اسهاماته مع المنتخب
- التأهل لالومبياد لوس انجليس 1984
- تحقيق كأس آسيا عام 1984

## وصلات خارجية
- صالح خليفة على موقع أوليمبيديا (الإنجليزية)